# Верхньобогатирське сільське поселення
Верхньобогати́рське сільське поселення — колишнє муніципальне утворення у складі Глазовського району Удмуртії, Росія. Адміністративний центр — присілок Верхня Богатирка.
Законом Удмуртської Республіки від 29.04.2021 № 38-РЗ ліквідовано через перетворення муніципального району на муніципальний округ.
Площа поселення становить 608,4 км², з яких під сільськогосподарськими угіддями 168,9 км². На території поселення є такі природоохоронні території регіонального значення:
- частина мисливського заказника «Сєверний»;
- пам'ятка природи Урочище «Люмське» площею 5 га.

Станом на 1961 рік на території сільського поселення існувало 3 сільради: Верхньобогатирська, Люмська та Дондикарська.
Населення — 1699 осіб (2015; 1854 в 2012, 1862 в 2010).
У поселенні діють середня школа (Дондикар), 2 початкові школи-садочки (Люм, Верхня Слудка), 6 будинків культури та клубів, дільнична лікарня (Люм), 4 ФАПи (Верхня Богатирка, Верхня Слудка, Дондикар, Чажайський лісоучасток). Працюють 11 магазинів, серед підприємств — ТОВ «Сєверний», «Труд» та «Істок», СПК «Зарічний», КФГ «Заризь».
Голови:
- 2006–2011 Ва́гіна Надія Рудольфівна
- з 2011 — Ва́гіна Надія Рудольфівна

## Склад
В склад поселення входять такі населені пункти:
| Населений пункт                  | Населення, осіб (2010) | Населення, осіб (2012) |
| -------------------------------- | ---------------------- | ---------------------- |
| Верхня Богатирка, присілок       | 171                    | 174                    |
| Верхня Слудка, присілок          | 295                    | 310                    |
| Вильгурт, присілок               | 23                     | 21                     |
| Горд'яр, присілок                | 17                     | 17                     |
| Дондикар, присілок               | 256                    | 249                    |
| Зарізь, присілок                 | 17                     | 17                     |
| Люм, село                        | 428                    | 418                    |
| Нижній Колевай, присілок         | 7                      | 7                      |
| Нижня Богатирка, присілок        | 78                     | 77                     |
| Нижня Слудка, присілок           | 46                     | 45                     |
| Печешур, присілок                | 3                      | 3                      |
| Пишкець, присілок                | 36                     | 37                     |
| Портяново, присілок              | 22                     | 23                     |
| Сімашур, присілок                | 83                     | 85                     |
| Усть-Пишкець, присілок           | 43                     | 42                     |
| Чажайський лісоучасток, присілок | 203                    | 203                    |
| Шудзя, присілок                  | 112                    | 106                    |
| Ягул, присілок                   | 22                     | 20                     |